# Lista di sistemi di numerazione
Si noti che la corrispondenza tra le basi e i sistemi di numerazione non è biunivoca. Ad esempio, la base 3 è usata nel sistema ternario e nel sistema ternario bilanciato.

## Sistemi più comuni
| Base | Sistema                                                          | Applicazioni | Esempio: il numero 100                                     |
| ---- | ---------------------------------------------------------------- | --- | ---------------------------------------------------------- |
| 1    | Sistema unario                                                   | Usato talvolta negli sport per segnare i punteggi.                                                                                             | 11111111111111111111111111111111111111111........111111111 |
| 2    | Sistema binario                                                  | Fondamentale in informatica, essendo il sistema usato dai dispositivi digitali.                                                                | 1100100                                                    |
| 2    | Codice Gray                                                      | |                                                            |
| 3    | Sistema ternario                                                 | Usata dai calcolatori ternari. | 10201                                                      |
| 3    | Sistema ternario bilanciato                                      | | 11101                                                      |
| 5    | Sistema di numerazione nella cultura dei campi di urne           | | 400                                                        |
| 8    | Sistema ottale                                                   | Usato in informatica per la facilità di conversione verso il sistema binario. È stato usato dagli indiani Yuki.                                | 144                                                        |
| 9    | Sistema novenario                                                | | 121                                                        |
| 10   | Sistema decimale                                                 | Usato comunemente in tutto il mondo, è alla base della notazione scientifica.                                                                  | 100                                                        |
| 12   | Sistema duodecimale                                              | Usato dagli antichi egizi per contare ore e mesi, e in alcune unità di misura del sistema imperiale britannico.                                | 84                                                         |
| 16   | Sistema esadecimale                                              | Largamente utilizzato in informatica, per la sua facilità di conversione col sistema binario, dovuta al fatto che 16 è la quarta potenza di 2. | 64                                                         |
| 20   | Sistema di numerazione maya                                      | |                                                            |
| 20   | Sistema di numerazione gallese                                   | | 50                                                         |
| 40   | Sistema di numerazione inca                                      | | 2T                                                         |
| 60   | Sistema sessagesimale                                            | Usato da Sumeri, Accadi e Babilonesi, è tuttora adoperato per misurare angoli e intervalli di tempo.                                           | 1(40)                                                      |
| 64   | Base64                                                           | | 1(36)                                                      |
| 150  | Il sistema usato da Al-Khawarizmi nelle sue tavole astronomiche. | | (100)                                                      |